# Gonocarpus philippinensis
Gonocarpus philippinensis är en slingeväxtart som först beskrevs av Elmer Drew Merrill, och fick sitt nu gällande namn av Anthony Edward Orchard. Gonocarpus philippinensis ingår i släktet Gonocarpus och familjen slingeväxter. Inga underarter finns listade i Catalogue of Life.